# Godwin von Brumowski
 

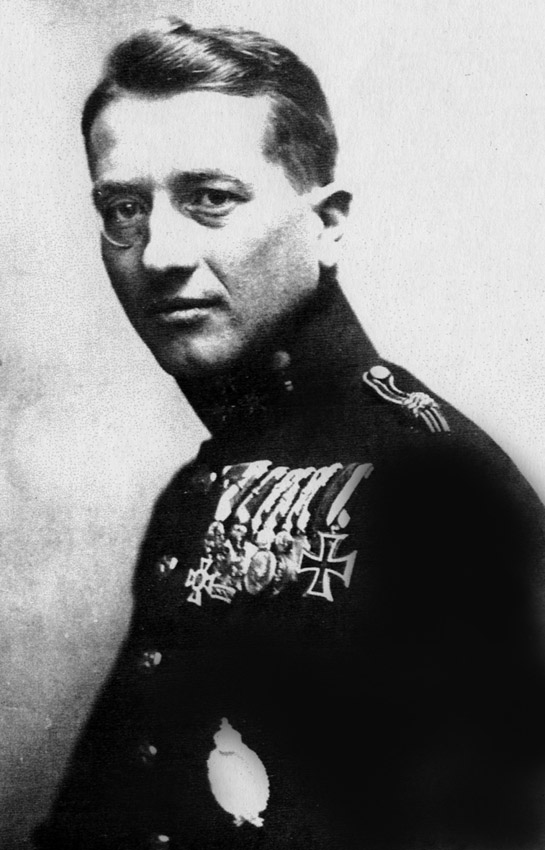
Godwin von Brumowski em 1930

Godwin Karol Marian von Brumowsky (26 de julho de 1889 – 3 de junho de 1936) foi o ás de caça de maior sucesso da Força Aérea Austro-Húngara durante a Primeira Guerra Mundial . Ele foi oficialmente creditado com 35 vitórias aéreas (incluindo 12 compartilhadas com outros pilotos), com outras 8 não confirmadas porque ficaram atrás das linhas aliadas . Pouco antes do fim da guerra, von Brumowski assumiu o comando de toda a aviação de caça de seu país lutando contra a Itália na frente de Isonzo .

## Vida antes da entrada no serviço aéreo
Godwin von Brumowski nasceu em uma família militar em Wadowice, Galiza (na atual Polônia). Ele freqüentou a Academia Técnica Militar Imperial e Real em Mödling, perto de Viena, e formou-se como tenente comissionado no 29º Regimento de Artilharia de Campanha em 18 de agosto de 1910.
Ele servia na 6ª Divisão de Artilharia como ajudante regimental e tinha acabado de completar 25 anos quando a guerra foi declarada contra a Sérvia em 28 de julho de 1914. Ele serviu na Frente Oriental contra a Rússia, ganhando medalhas de bronze e prata por bravura antes de se transferir para o serviço aéreo nas Tropas de Aviação Imperial e Real ( kuk Luftfahrtruppen ).

## Serviço aéreo
Ele foi colocado no Fliegerkompagnie 1 (Flik 1) em Czernowitz, comandado por Hauptmann Otto Jindra, em julho de 1915; von Brumowski foi inicialmente designado como observador aéreo na Frente Russa. Seu registro de vôo o descreve como 1,77 metros (5 pés 10 polegadas) de altura, com olhos azuis e cabelos loiros claros.
Em 12 de abril de 1916, Jindra e von Brumowski tripularam um dos sete aviões austro-húngaros que participaram do bombardeio de uma revista militar com a presença do czar Nicolau II. No processo, eles derrubaram dois dos sete russos Morane-Saulnier Parasol de dois lugares que tentaram expulsá-los.
Em 3 de julho de 1916, von Brumowski tornou-se piloto do Flik 1, apesar da visão defeituosa em seu olho direito que ele corrigiu com um monóculo. Em novembro, ele foi transferido para o Flik 12 na Frente Italiana. Ele ajudou a derrubar um bombardeiro italiano Caproni em 3 de dezembro. Em 2 de janeiro, ele se tornou um ás ao vencer um italiano Farman de dois lugares enquanto pilotava um Hansa-Brandenburg CI . É notável que von Brumowski se tornou um ás enquanto ainda voava em aeronaves de dois lugares basicamente inadequadas para combate ar-ar.
No mês seguinte, quando o Flik 41J foi estabelecido na Frente Italiana como o primeiro esquadrão de caça dedicado da Austro-Hungria, von Brumowski foi escolhido para comandá-lo. Ele passou nove dias em março voando em quatro surtidas com os alemães do Jagdstaffel 24 para aprender táticas de caça alemãs, antes de assumir seu comando. Enquanto aqui ele conheceu o Barão Vermelho, Manfred von Richthofen ; von Brumowski mais tarde copiaria o esquema de pintura da aeronave do barão para seu próprio avião.
Brumowski continuou acumulando vitórias até maio, terminando o mês com um total de oito. A essa altura, ele pilotava um caça monoposto, o Hansa-Brandenburg DI . Embora mais adequado para combate ar-ar do que o C.1, ainda sofria de três grandes desvantagens: a visão do piloto era parcialmente obstruída; a única metralhadora não estava sincronizada para disparar através do arco da hélice, e era uma embarcação difícil de voar porque era fácil girar em qualquer altitude. Mirar e disparar um canhão montado acima e à frente do piloto era mais difícil do que simplesmente apontar o avião para o inimigo e disparar um canhão sincronizado.
Como era habitual nas unidades austro-húngaras, o Flik 41j tinha uma variedade de tipos de aeronaves disponíveis. Em junho de 1917, von Brumowski voou em um Aviatik DI sem sucesso em combate. Os Fliks austro-húngaros também foram prejudicados por uma doutrina que os prendia à escolta de aeronaves de reconhecimento, em vez de liberá-los para vagar e caçar à moda alemã.
Em julho de 1917, o Flik 41J perdeu onze dos caças DI em acidentes; o apelido de Hansa-Brandenburg tornou-se "o caixão voador".

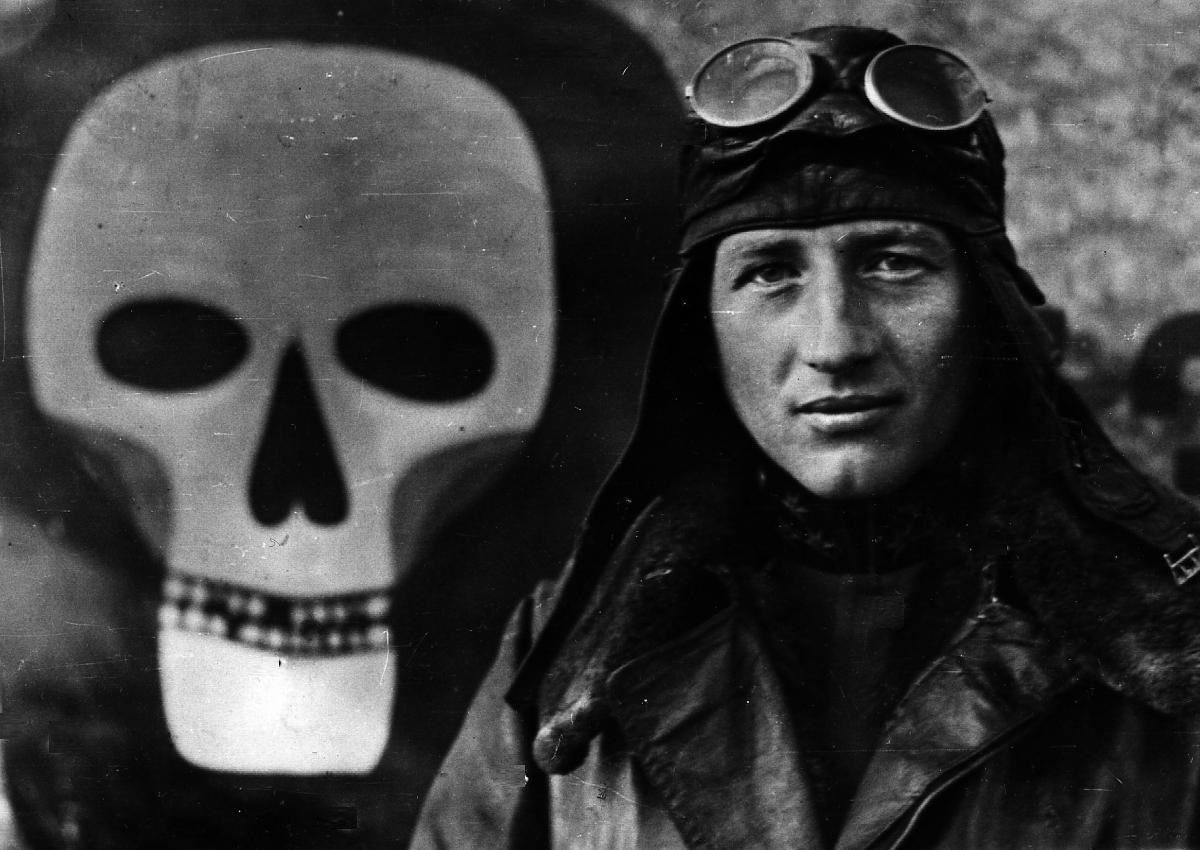
Godwin Brumowski e sua insígnia de aeronave.

Em agosto de 1917, von Brumowski obteve uma notável seqüência de vitórias, sendo creditado com 12 mortes confirmadas e 6 não confirmadas entre 10 e 28 de agosto. Duas dessas vitórias, nos dias 19 e 20, foram resultado de uma transição parcial para um caça mais novo, um alemão Albatros D.III com dois canhões sincronizados. No dia 20 marcou uma vez pelo Albatros e duas vezes pelo Hansa-Brandenburg DI . No final de agosto, a transição estava completa; ele usaria o Albatros para marcar o resto de suas vitórias.

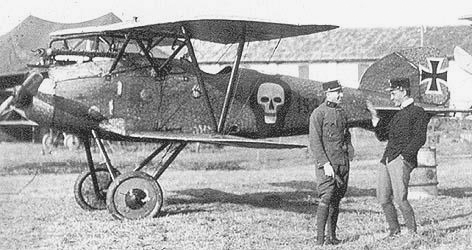
Godwin von Brumowski (à esquerda) e Frank Linke-Crawford em frente ao Albatros D.III de Brumowski, dezembro de 1917

Em 9 de outubro de 1917, ele abateu e queimou um balão de observação para sua 22ª vitória; foi o primeiro dos cinco balões que ele derrubaria. Seu Albatros naquele dia foi todo pintado de vermelho, imitando von Richthofen, com a adição de caveiras cor de mostarda em ambos os lados da fuselagem. Este esquema de pintura se tornaria característico de sua aeronave até o fim da guerra.
Em 1º de fevereiro de 1918, von Brumowski se envolveu em uma luta com oito caças inimigos. Algumas das 26 balas que atingiram seu Albatros incendiaram o tanque de combustível embutido na asa superior. Ele conseguiu pousar em seu campo sem ferimentos graves, tornando-se um raro sobrevivente de um incêndio em uma embarcação. O fogo comeu o tecido da asa superior e as partes internas da asa inferior, deixando apenas as longarinas e suportes das raízes das asas.
Três dias depois, enquanto voava em outro Albatros, ele lutou contra oito caças ingleses e levou vários tiros de metralhadora. Com as asas quebradas, ele ainda conseguiu pousar, mas o Albatros capotou e foi totalmente destruído.
Brumowski lutou até 23 de junho de 1918, quando recebeu ordem de licença prolongada. Sua última luta bem-sucedida foi em 19 de junho; ele conquistou sua 35ª vitória e sofreu 37 rebatidas em seu avião. Ele voou 439 surtidas de combate, mas sua carreira de combate foi encerrada.
Também em 23 de junho, ele foi convidado pelo Generaloberst (Coronel-General) Ferdinand para fazer o pedido obrigatório de costume para a mais alta condecoração da Áustria-Hungria, a Cruz de Cavaleiro da Ordem Militar de Maria Teresa . Resposta de Brumowski: 
"If I have earned this award through my service, then it should be cause enough for the Commander in Chief to present it to me. It is not my duty to ask or demand it."
O principal ás de caça da Áustria-Hungria nunca recebeu o maior prêmio de seu país.

Em 11 de outubro, embora ainda fosse apenas um Hauptmann (capitão), foi nomeado para comandar todos os esquadrões de caça austro-húngaros na Frente Isonzo. A Primeira Guerra Mundial terminou um mês depois. 

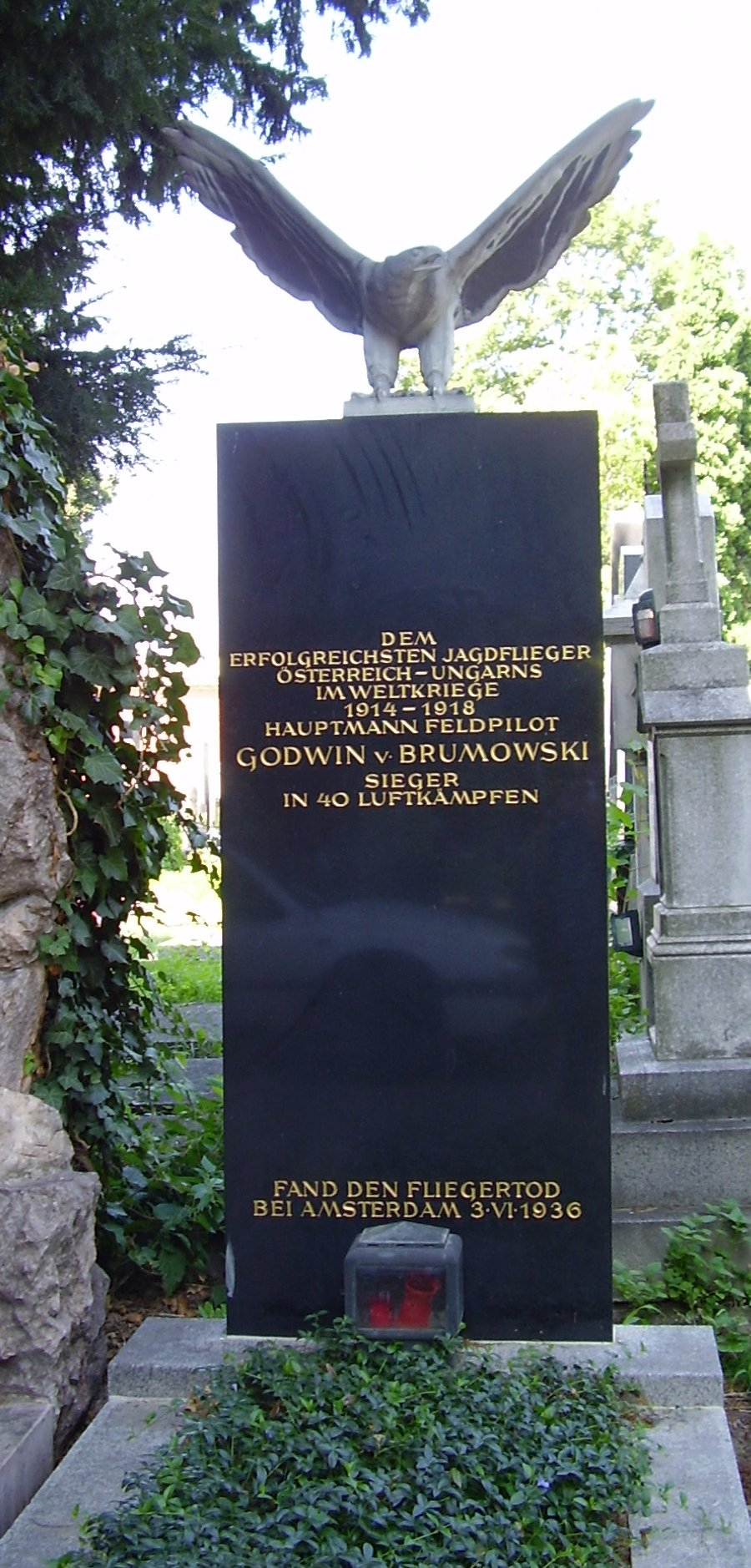
O túmulo de Godwin von Brumowski em Zentralfriedhof em Viena, Áustria.

O fim da guerra deixou von Brumowski em pontas soltas. Depois de um período em Viena, ele cultivou as terras de sua sogra viúva na Transilvânia por dez anos. Como morador da cidade, sem o domínio da língua húngara para se comunicar com os trabalhadores de sua fazenda, ele sofria de sérias deficiências. Ele teve pouco sucesso.
Brumowski levou muito a sério a dissolução do Império Austro-Húngaro. Ele se entregava a perseguições perigosas, buscando a emoção do perigo correndo com automóveis nas estradas locais pobres, cavalgando até a exaustão, caçando nas montanhas. Ele deu festas, dançou, nadou, patinou no gelo para se distrair. Ele finalmente deixou sua esposa e filha e começou uma escola de aviação em Viena em 1930, e se casou novamente.
Durante o início da década de 1930, von Brumowski pilotou aeronaves em nome da milícia conservadora Heimwehr . Durante a breve Guerra Civil Austríaca em 1934, ele voou várias missões de reconhecimento, bem como uma única surtida de combate. 
Em 3 de junho de 1936, ele morreu em um acidente de avião enquanto dava aulas a um estudante holandês no Aeródromo de Schiphol, na Holanda. Sua vida foi assim resumida por sua filha: "Ele era uma pessoa muito única e interessante, ou muito amado, ou odiado, e até mesmo considerado louco por muitos."

## Prêmios e condecorações
- Ordem da Coroa de Ferro, 3ª classe, com condecoração de guerra
- Cruz de Cavaleiro da Ordem de Leopoldo com Condecorações de Guerra e Espadas
- Medalha de Bravura de Ouro e Prata para Oficiais
- Medalha de Mérito Militar de Prata
- Medalha de Mérito Militar de Bronze
- Cruz de Ferro de 1914, 2ª classe